# Воскресенье (фильм, 1997)
«Воскресенье» (англ. Sunday) — фильм режиссёра Джонатана Носситера 1997 года.

## Сюжет
Утром осеннего воскресенья немолодая актриса окликнула на улице Оливера, бездомного бухгалтера, которого приняла за известного кинорежиссёра. Встреча стала началом цепочки странных событий этого дня.

## В главных ролях
- Дэвид Суше — Оливер/Мэтью Делакорта
- Лиза Харроу — Мадлен

## Награды
В 1997 году фильм выиграл главный приз в номинациях «Лучший фильм» и «Лучший сценарий» на американском кинофестивале независимого кино Сандэнс. Также главный приз в номинации «Лучший фильм» и приз международных критиков был выигран на американском кинофестивале в Довилле. Дебют Носситера в 1997 году был отмечен и на Каннском фестивале в программе «Особый взгляд», а также был включен в Нью-Йоркский музей современного искусства в серию «Новые режиссёры, Новые фильмы».

## Интересные факты
- Идея снять фильм появилась у Носситера после знакомства с поэтом Джеймсом Лэсданом и прочтения его рассказа о том, как одна немолодая женщина приняла молодого директора театра за кого-то другого, и они провели день вместе.
- Дэвид Суше для этой роли был вынужден потолстеть на 22 килограмма, поскольку его персонаж, по замыслу авторов, должен быть толстым.